# Andrea Gnassi
Andrea Gnassi (Rimini, 27 marzo 1969) è un politico italiano, sindaco di Rimini dal 2011 al 2021 e presidente della Provincia di Rimini dal 2014 al 2018.

## Biografia
Laureato in scienze politiche all'Università di Bologna, è stato consigliere comunale a Rimini per il Partito Comunista Italiano (poi Partito Democratico della Sinistra) dal 1990 al 1995.
Alle elezioni regionali in Emilia-Romagna del 1995 viene candidato dal Partito Democratico della Sinistra per la provincia di Rimini, venendo eletto consigliere regionale con 860 preferenze. Viene poi riconfermato alle regionali emiliane del 2000 nel medesimo collegio con 9.987 preferenze nelle liste dei Democratici di Sinistra. Nel corso della VII legislatura regionale è stato presidente della Commissione Cultura-Turismo-Scuola.
Dal 2005 al 2007, da assessore al turismo della provincia di Rimini nella giunta di centrosinistra presieduta da Ferdinando Fabbri, ha sostenuto l'internazionalizzazione di Rimini con nuovi collegamenti aerei e voli low-cost e ha sostenuto la Notte rosa, ideata da operatori turistici, comune e provincia di Rimini.
Avendo aderito al Partito Democratico fin dalla sua fondazione, alle elezioni amministrative del 2011 vince le primarie del centro-sinistra e si candida a sindaco di Rimini: al primo turno ottiene il 37,95% dei voti ed approda così al ballottaggio, dove sconfigge con il 53,47% il candidato della coalizione di centrodestra Gioenzo Renzi (46,53%).
Il 12 ottobre 2014 viene eletto presidente della Provincia di Rimini dai sindaci e dai consiglieri comunali, essendo divenuta la provincia un ente di secondo livello ai sensi della Legge n. 56 del 7 aprile 2014.
Nel 2016 si ricandida a sindaco, sostenuto da Partito Democratico, Italia dei Valori e alcune liste civiche. Al primo turno del 5 giugno viene rieletto sindaco con il 57,00% dei voti contro il 24,97% del candidato di centro-destra, Marzio Pecci. Gli succede alle elezioni del 2021 il suo ex assessore Jamil Sadegholvaad.
Alle elezioni politiche del 2022 viene candidato alla Camera nel collegio uninominale Emilia-Romagna - 11 (Rimini), dove ottiene il 34,80% ed è sconfitto dal candidato di centrodestra Jacopo Morrone (42,95%), e come capolista del PD nel collegio plurinominale Emilia-Romagna - 03, risultando eletto.